# ヤマハ・FZ6
ヤマハ・FZ6（エフゼットシックス）とは、ヤマハ発動機が日本国外市場向けに製造している600ccクラスのオートバイである。

## 概要
FZ6は、1998年に欧州でベストセラーになったFZS600の後継機種として発売された。カウルなしのFZ6-NとカウルつきのFZ6-S Fazerがラインナップされ、後に新色のFZ6-SS Fazerが追加された。また2006年モデルからはマイナーチェンジされたFZ6 Fazer Spec2が発表されている。日本国内で入手できる新車は、日本国外向けに販売される車両をプレストコーポレーションなどが輸入しているいわゆる逆輸入車であり、販売国での事情に沿い異なったラインナップが組まれている。
日本では大型自動二輪免許を取得していなければ乗ることはできないが、欧州の多くの国では125cc超の免許区分がない国が多いため、ミドルカテゴリーとして分類されることが多い。そのため、日本でいう400ccクラスのユーザー層を主なターゲットにしていると言われ、リッタークラスの車両ほど気負わずに済むサイズ・重量で、デチューンされたYZF-R6のエンジンを搭載し、街乗りから峠、ロングツーリングなど、多様な場面で扱いやすい仕上がりとなっている。また、乗り手の思い通りに機敏に反応し、メリハリのある走りからしばしばスパルタンという表現が使われる。
日本人にとってシート高は同クラスのほかの車種よりやや高く、ハンドルまでの距離はやや遠い。また欧州での人気と日本での流通量が比例せず、多くの社外パーツはモトコからの輸入となる場合が多く、長い場合は数か月待つというケースも少なくない。